# 広瀬昭三
広瀬 昭三（ひろせ しょうぞう、1928年1月2日 - 2019年7月31日）は、日本の経営者。ロイヤルホテル社長、会長を務めた。

## 経歴
大阪府大阪市出身。1946年に第三高等学校を中退し、1947年に新大阪ホテルに入社。
1974年3月に取締役に就任し、1975年3月に常務、1981年4月に専務、1988年6月に副社長を経て、1993年11月には社長に就任。1997年6月に会長に就任し、1998年5月に相談役を経て、1999年6月には特別顧問に就任。
1997年4月に藍綬褒章を受章。
2019年7月31日癌のために死去。91歳没。